# Тарасов, Станислав Николаевич
Станислав Николаевич Тарасов — историк, политолог, эксперт по проблемам стран Ближнего Востока и Кавказа. Кандидат исторических наук.

## Биография
Родился в 1953 году в Азербайджане. Окончил исторический факультет Азербайджанского университета и аспирантуру Московского государственного университета имени М. В. Ломоносова.
В 1978—1991 годы работал в турецкой редакции вещания Гостелерадио СССР на Ближнем Востоке, спецкор, комментатор Главной редакции международной жизни ЦТ Гостелерадио СССР. В 2004—2006 годы — шеф-редактор отдела международной жизни еженедельной газеты «Век». С 2007 года — главный редактор еженедельника «Российские вести».
Участник в эфире программы «Соловьёв LIVE».
Автор многих[каких?] книг и статей, посвящённых проблемам Закавказья, Турции, Ирана и других стран ближневосточного региона. Владеет турецким, немецким, арабским языками, а также фарси.